# Florian Haxha
Florian Haxha (Berlín, 6 de abril de 2002) es un futbolista alemán, nacionalizado kosovar, que juega en la demarcación de centrocampista para el Motor Lublin de la Ekstraklasa.

## Selección nacional
Tras jugar en las categorías inferiores de la selección, finalmente hizo su debut con la selección absoluta de Kosovo el 6 de junio contra Armenia en un partido amistoso que finalizó con un resultado de 5-2 a favor del combinado kosovar tras un gol de Eduard Spertsyan y un autogol de Amir Saipi para Armenia, y los goles de Lumbardh Dellova, Mërgim Vojvoda, Lindon Emërllahu y un doblete de Albion Rrahmani para Kosovo.

## Clubes
| Club            | País     | Año       | Partidos | Goles |
| --------------- | -------- | --------- | -------- | ----- |
| Hertha BSC II   | Alemania | 2021-2023 | 70       | 6     |
| Kapfenberger SV | Austria  | 2023-2025 | 55       | 6     |
| Motor Lublin    | Polonia  | 2025-     |          |       |